# Пинокио (филм, 2022)
„Пинокио“ (на английски: Pinocchio) е предстоящ американски мюзикъл фентъзи филм от 2022 г. на режисьора Робърт Земекис, който е съсценарист със Крис Вайц. Филмът, който е продуциран от „Уолт Дисни Пикчърс“, е игрална адаптация на едноименния анимационен филм от 1940 г. на Уолт Дисни, който е базиран на италианската книга „Приключенията на Пинокио“ от 1883 г., написана от Карло Колоди. Във филма участват Том Ханкс, Синтия Ериво и Люк Евънс, а озвучаващия състав се състои от Бенджамин Евън Ейнсуърт, Джоузеф Гордън-Левит, Кийгън Майкъл-Кий и Лорейн Брако.
Филмът е пуснат в стрийминг услугата Дисни+ на 8 септември 2022 г.

## Актьорски състав
- Том Ханкс – Джепето[3]
- Синтия Ериво – Синята фея, която донесе живота на Пинокио, и му обещава да го превърне в истинско момче, ако докаже, че е смел, честен и самоотвержен.[4]
- Джузепе Батистон – Стромболи, груб и алчен кукловод[5]
- Киан Ламая – Фабиана, кукловодка на Сабина, която работи за Стромболи.
- Джейми Деметриу – безименния агресивен учител, който изхвърли Пинокио в училището.
- Ангъс Райт – Синьор Ризи
- Шийла Атим – Синьора Ризи
- Люк Евънс – Кочияшът
- Люин Лоид – Пакси Пурата, пакостливото момче, с който Пинокио се сприятелява с него в Острова на удоволствията.

### Озвучаващ състав
- Бенджамин Евън Ейнсуърт – Пинокио, кукла от дърво, създадена от Джепето, и е събуждан от Синята фея.[4]
- Джоузеф Гордън-Левит – Джимини Щурчо, интелигентен щурец, който е съвестта на Пинокио.[4]
- Лорейн Брако – София, приятелска чайка, която се сприятелява с Джимини.[4]
- Кийгън-Майкъл Кий – Почтения Джон, антропоморфична червена лисица, който мами Пинокио два пъти. Той е винаги в компанията на немия котарак и приятел, Гидеон.[4]
- Жакита Та'ле – Сабина, куклата на Фабина.[4]

Котаракът Фигаро, златната рибка Клео и морското чудовище Монстро също се появяват във филма.

## Продукция

### Разработка
На 8 април 2015 г. е обявено, че „Уолт Дисни Пикчърс“ разработва игрална адаптация на анимационния филм „Пинокио“ през 1940 г. Питър Хеджес е предложен да напише сценария за филма. На 22 май 2017 г. е обявено, че Крис Вайц ще замести Хеджес като сценарист, също така ще служи като продуцент, докато Сам Мендес е в преговори да режисира проекта. На 13 ноември 2017 г. Мендес се оттегля като режисьор.
На 20 февруари 2018 г. е обявено, че Пол Кинг е предложен да режисира филма, докато Андрю Милано е обявен да ко-продуцира филма заедно с Вайц, и производството се очаква да започне в края на 2018 г. Докато Джак Торн обяви, че пренаписва сценария със Вайц, Вайц съобщи на 21 август 2018 г., че сценарият е все още разработен, както и производството е насрочено да се проведе в Англия и Италия през 2019 г. През ноември 2018 г. Саймън Фарнаби съобщи, че работи с нова чернова за филма. На 13 януари 2019 г. е съобщено, че Кинг напуска филма като режисьор заради „семейни причини“, докато „Дисни“ търси нов режисьор за проекта.
На 18 октомври 2019 г. е обявено, че Робърт Земекис е в преговори да режисира филма, докато е обявена последната версия за сценария на филма, написана от Вайц, Кинг и Фарнаби, а Вайц и Милано стават продуценти за проекта.

### Кастинг
На 29 ноември 2018 г. обявено, че Том Ханкс преговаря да изиграе Джепето за филма, но премина към проекта след напускането на Кинг. През август 2020 г. Ханкс отново се присъедини към проекта. Според съобщенията Ханкс достигна до режисьора Робърт Земекис за ролята, след като прочете сценария; двамата предишно работеха заедно за филмите „Форест Гъмп“ (1994), „Корабокрушенецът“ (2000) и „Полярен експрес“ (2004). През 2021 г. Люк Евънс се присъедини към състава като Кочияшът, а Оукс Фегли преговаря да изиграе Пакси Пурата. Люин Лойд евентуално е добавен в състава за ролята. През март, Бенджамин Евън Ейнсуърт е добавен да изиграе едноименната роля, а Синтия Ериво, Джоузеф Гордън-Левит, Кийгън-Майкъл Кий и Лорейн Брако също са добавени в състава.

### Снимачен процес
Снимките започват на 17 март 2021 г. в „Кардингтън Филм Студиос“, Англия, под работното заглавие Mahogany. Снимките са завършени през април 2021 г., според Бенджамин Евън Ейнсуърт. На 21 януари 2022 г. актрисата Синтия Ериво сподели първия си проблясък като Синята фея в предстоящия римейк.

### Визуални ефекти и анимация
„Мувинг Пикчър Къмпани“ осигурява пълната анимация и визуалните ефекти за филма. „ДНЕГ“ допринесе част от виртуалната продукция.